# Virág Judit
Virág Judit (Budapest, 1953. április 27. –) műkereskedő, művészettörténész, a Virág Judit Galéria és Aukciósház névadó alapító tulajdonosa. 2023-ban a Forbes őt választotta az 5. legbefolyásosabb magyar nőnek a kultúrában.

## Tanulmányai, munkássága
Az Eötvös Loránd Tudományegyetem Bölcsészettudományi Karának francia–művészettörténet szakán végzett. A Kiscelli Múzeumban kezdett dolgozni. 1988-ban lett a Műgyűjtők Galériájának festménybecsüse.
Férjével, Törő Istvánnal 1997-ben nyitotta meg első galériáját Budapesten, a Falk Miksa utcában. Később létrehozták a Virág Judit Galéria és Aukciósházat, mely elsősorban a 19. és 20. századi magyar festészettel és Zsolnay kerámiákkal kereskedik. Évente három-négy aukciót rendeznek, az árverések előtt nyilvános kiállítást is szerveznek a részt vevő műtárgyakból.
Az intézményben rendszeresen nonprofit, a magyar festészetet ismertető és népszerűsítő, ingyenesen látogatható kiállításokat is rendeznek, valamint színvonalas katalógusokat, albumokat adnak ki, tesznek közzé az interneten.
Galériája adta el 2021-ben rekordáron, 460 millió forintért Csontváry Titokzatos sziget című képét.
2023-ra az aukciók vezetését és a médiamegjelenéseket fokozatosan ávette tőle lánya, Kelen Anna.
Virág Judit a stratégiai tervezésben változatlanul részt vesz, mellette folytatja művészettörténészi munkáját.

## Művei
- A magyar festészet rejtőzködő csodái. Válogatás magyar magángyűjteményekből, 1-2. szerk. Virág Judit, Törő István, Kaszás Gábor; Mű-Terem Galéria, Bp., 2004-2005
- Senki többet? Harmadszor!; Korona, Bp., 2004
- A Dévényi gyűjtemény; szerk. Virág Judit, Törő István; Mű-Terem Galéria, Bp., 2006
- A 121 legszebb magyar festmény. Törő István és Virág Judit válogatásában; szerk. Kaszás Gábor; Virág Judit Galéria és Aukciósház, Bp., 2009
- A 121 legszebb Mednyánszky festmény. Virág Judit és Törő István válogatásában; Virág Judit Galéria és Aukciósház, Bp., 2011
- Rippl-Rónai József Piacsek bácsi a fekete kredenc előtt; Virág Judit Galéria és Aukciósház, Bp., 2017